# 三松直美
三松 直美（みまつ なおみ、1978年11月21日 - ）は、岡山県出身の競艇選手。登録番号3943。身長162cm。血液型A型。81期。岡山支部所属。
同期に佐々木康幸、深井利寿、正木聖賢、川村正輝、黒崎竜也、渡辺真至、飯山泰、繁野谷圭介、池田浩二、寺田祥、池田浩美らがいる。
病気などの影響で女子レーサーの中では異例の重量級であり、最肥期には70kg近くの体重があった。現在の体重は60kg前後だが、持ち前のテクニックで体重面の不利をカバーし、重量級ながらも1着の回数は多めである。

## 来歴
- 1997年11月8日、丸亀競艇場でデビュー（5着）。11月10日、3日目1Rで初勝利（3走目）。
- 2005年7月31日、宮島競艇場での女子リーグ第8戦で初優勝（初優出）。
- 2005年12月17日、尼崎競艇場での女子リーグ第17戦で優勝。
- 2006年2月28日、浜名湖競艇場での「第19回JAL女子王座決定戦競走」にG1初出場。

## 人物
- 競艇雑誌『BOAT Boy』での「Racer's Culture」内で2009年4月号（2009年3月11日発行）まで執筆活動をしていた。